# Min kärlekssång till dig
"Min kärlekssång till dig" (også kendt som "Jag har köpt mig en akustisk gitarr..." efter teksten) er en svensk sang fra 1974 af Lasse Berghagen. Han sang sangen i Melodifestivalen 1974, hvor han opnåede en andenplads med den, og ved den lejlighed spillede han akustisk guitar.